# Tanab
Tanab (Strick) war ein Flächenmaß in Buchara. Zum Vermessen wurde ein Seil benutzt.
- 1 Tanab = 3600 Quadratschritte = 60 Quadratellen = etwa 68,7 Quadratmeter

Die zugrunde liegende Elle, die Haze oder Harsch, wurde mit 1 ½ Arschin (russisch) beziehungsweise 42 Zoll (engl.) gerechnet und hatte 1,07 Meter.